# Estadi Hardturm
L'Estadi Hardturm o Hardturm-Stadion fou un estadi de futbol de la ciutat de Zúric, a Suïssa.
El camp va ser inaugurat el 1929, i renovat els anys 1934, 1968, 1986 i 1998. Fou la seu del club Grasshopper Club Zürich fins a l'any 2007, any en què fou tancat i posteriorment demolit.
Va ser seu de la Copa del Món de Futbol de 1954.